# Хегеле, Шарлотта
Шарлотта Хегеле (англ. Charlotte Hegele; род. 12 ноября 1990, Торонто) — канадская актриса телевидения.

## Биография
Шарлотта Эмма Эвелина Хегеле родилась 12 ноября 1990 года в Торонто. Окончила актёрский колледж Хамбер. Играла в любительском театре.
Дебютировала на телевидении в 2010 году. С 2012 по 2013 год играла в сериале «Девушки и бомбы».
С 2014 по 2019 год снималась в сериале «Когда зовёт сердце».

## Фильмография
| Год       |    | Русское название                       | Оригинальное название               | Роль           |
| --------- | -- | -------------------------------------- | ----------------------------------- | -------------- |
| 2010      | тф | Воскресенья у Тиффани                  | Sundays at Tiffany's                | хозяйка        |
| 2011      | с  | XIII                                   | XIII: The Series                    | ассистентка    |
| 2011      | с  | Расследование Мёрдока                  | Murdoch Mysteries                   | Аннабелль Роуз |
| 2012—2013 | с  | Девушки и бомбы                        | Bomb Girls                          | Кейт Эндрюс    |
| 2013      | с  | Руководство                            | Guidance                            | Бет            |
| 2013      | с  | Хейвен                                 | Haven                               | Кэти           |
| 2013      | с  |                                        | Off2Kali Comedy                     | Мелисса        |
| 2014      | тф | Девушки и бомбы: Лицом к лицу с врагом | Bomb Girls: Facing the Enemy        | Кейт Эндрюс    |
| 2014      | с  | Дело Дойлов                            | Republic of Doyle                   | Лидия Кантор   |
| 2014      | с  | Царство                                | Reign                               | Дженни         |
| 2014—2019 | с  | Когда зовёт сердце                     | When Calls the Heart                | Джулия Тэтчер  |
| 2019      | тф |                                        | A Very Country Wedding              | Кейк           |
| 2019      | с  | Хадсон и Рекс                          | Hudson & Rex                        | Эбби Клиз      |
| 2020      | тф |                                        | A Very Country Christmas Homecoming | Кейк           |